# Triglavski dom na Kredaricy

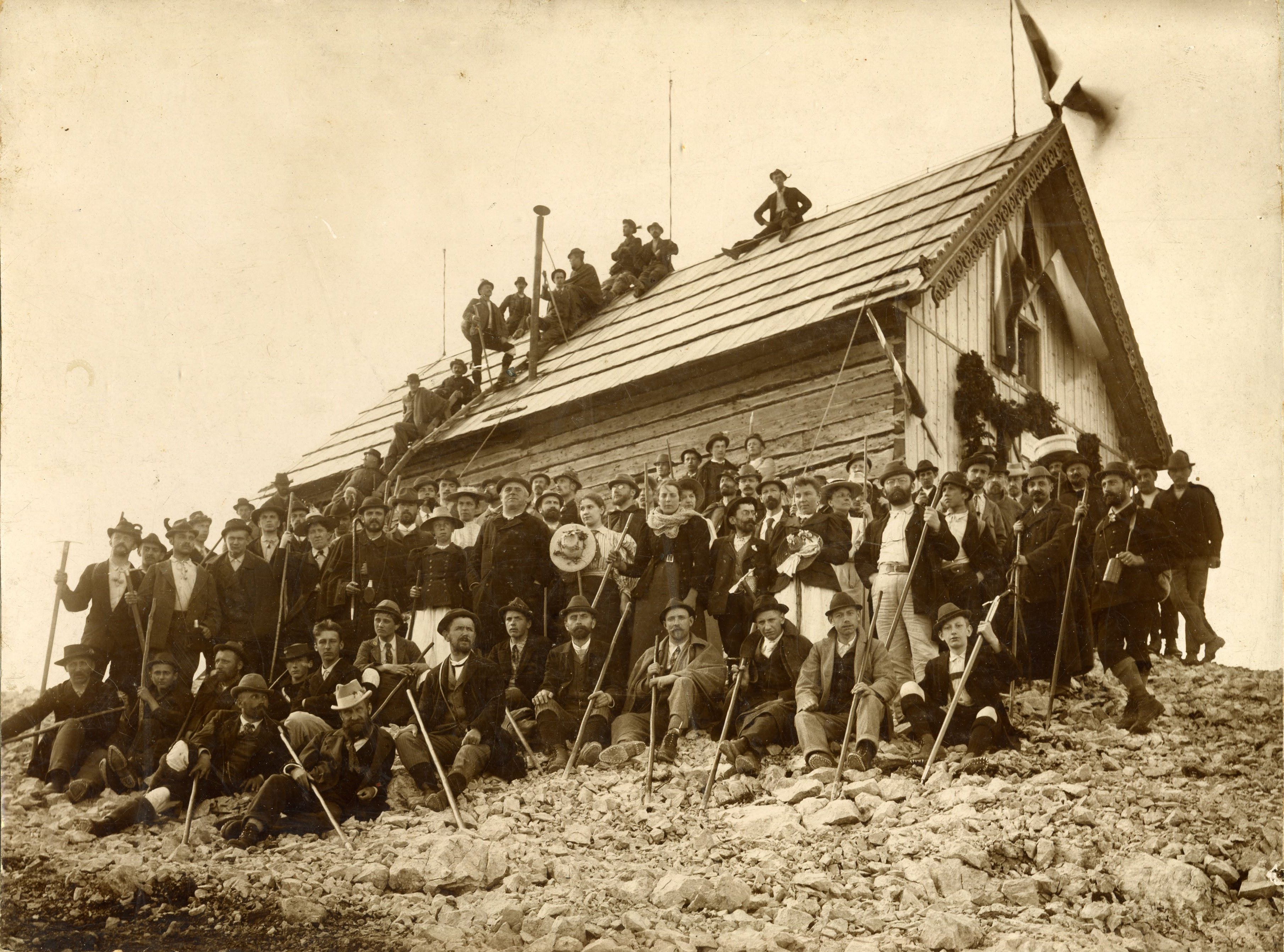
Otwarcie schroniska w 1896,
(Jakob Aljaž siedzi pod kominem)

Triglavski dom na Kredarici – najwyżej położone słoweńskie schronisko turystyczne i stacja meteorologiczna. Znajduje się na mniejszym wypłaszczeniu tuż pod szczytem Kredaricy (2514 m n.p.m.). Obok schroniska leży kaplica Marii Śnieżnej, kilkadziesiąt metrów pod nimi zaś znajduje się Ivačičeva jama.

## Schronisko górskie
Schronisko (2515 m) znajduje się tuż pod szczytem Kredaricy (2541 m), na grzbiecie między Rjaviną i Triglavem w Alpach Juliskich. Pierwsze schronisko zostało wybudowane w 1896 według pomysłu Jakoba Aljaža, a potem trzykrotnie powiększone. Towarzystwo Górskie Lublana-matica powiększyło je 8 września 1909 i przy tej okazji przemianowano schronisko na Triglavski dom. Mała stara chata drewniana z 1896 dostała przybudowę od północy i przy tym nową kuchnię, jadalnię, ustęp i dziesięć pokojów. 8 sierpnia 1954 Triglavski dom ponownie powiększono, gdyż turystyka górska i alpinizm po II wojnie światowej bardzo się rozpowszechniło. Schronisko dostał całkiem nową, masywną formę. W powiększonej Kredaricy mogło swobodnie przenocować ponad 200 niewymagających górali. Jeszcze trzeci raz powiększone, urządzone i zmodernizowane, zostało oddane do użytku 11 września 1983. Wybudowana i urządzona została wielka trzykondygnacyjna przybudowa oraz funkcjonalnie połączona ze starym obiektem. 
Schronisko ma 140 łóżek w 30 pokojach i 160 miejsc w 8 przestrzeniach zbiorowych. W pięciu przestrzeniach dla gości jest 300 miejsc i dwa kontuary, WC i umywalnie z zimną wodą są na wszystkich kondygnacjach. W jednej jadalni jest tradycyjny piec. Używana woda to deszczówka, jest też agregat prądotwórczy. 
Schronisko jest otwarte cały rok. Regularnie jest obsługiwane od końca czerwca do końca września. Poza sezonem jest otwarte częściowo, odwiedzającymi zajmują się meteorolodzy. Zarządza nim PD (Towarzystwo Górskie) Lublana-matica.
PD Ljubljana-matica stara się polepszyć stan ekologiczny na Kredaricy. Tak więc celem uzyskiwania energii elektrycznej w 1992 postawiono w obiekcie pierwszych 20 ogniw słonecznych. System co roku powiększali, a w 1998 uzupełnili go o generator wiatrowy. W 1994 wybudowano zewnętrzny ustęp. W 1992 włączono też GSM, ponadto schronisko ma normalną łączność telefoniczną,

## Stacja meteorologiczna
Stacja meteorologiczna Kredarica znajduje się na nadmorskiej wysokości 2514 m (współrzędne 46° 22' 46" N,  13° 51' 14" E), w przybudowie Triglavskiego domu. Ogrodzony teren z klatką meteorologiczną leży na południowej stronie pasma jedyne kilkadziesiąt metrów od schroniska. Pomiary opadów mają miejsce bezpośrednio na szczycie Kredaricy (2541 m), z powodu wpływu wiatru odmierzona ilość opadów jest w przybliżeniu połowę mniejsza od oczekiwanej ze względu na nadmorską wysokość. Stacja meteorologiczna jest także najwyższym stałym miejscem pracy w Słowenii.
Pierwszych pomiarów dokonywał Anton Pekovec, zarządca Triglavskiego domu na Kredaricy już w 1897, to jest rok po otwarciu schroniska, ale tylko latem, kiedy obsługiwano schronisko. W tym czasie pomiary w górach były jedyną metodą otrzymania danych w czystej atmosferze, później przez użycie pomiarów radiosondą, radaru i satelitów użyteczność stacji wysokogórskich zmniejszyła się. Dzisiaj stacja na Kredaricy jest kluczowym źródłem informacji dla przepowiadania lokalnej pogody w górach wysokich.
Pierwsza ekipa profesjonalnych meteorologów – obserwatorów przyszła na Kredaricę w sierpniu 1954. Wtedy PD Lublana-matica odstąpiła część pomieszczeń w schronisku Hydrometeorologicznemu Instytutowi Słowenii (obecnie Agencja Republiki Słowenii ds. Środowiska, ARSO). W 1983 przy powiększaniu schroniska także meteorolodzy otrzymali nowe pomieszczenia. W 1994 wybudowano automatyczną stację meteorologiczną, w 1998 zaś przy wybudowaniu pierwszej [[elektrownia wiatrowa}elektrowni wiatrowej]] zwiększono troskę o energię elektryczną. Obecnie (dane dla 2004) jest w stacji ekipa sześciu obserwatorów, w planie jest zmniejszenie tej liczby do czterech).

## Widoki
Sprzed Triglavskiego domu na Kredaricy są wyśmienite widoki na prawie wszystkie strony. Na wschód są Kredarica i Rž, na oprawo Veliki i Mali Pršivec, na drugiej stronie Krmy grzbiet od Debelej peči do Draškich vrhów, które na południowej stronie przechodzą w ściany Tosca i Vernara. Na prawo widzimy część Velego polja i w tle część Spodnjich Bohinjskich gór. Na zachodzie wznosi się Triglav, na północ od północnej ściany Triglava ciągną się Pihavec, Dovški Gamsovec, Prisojnik, Razor, Stenar, Dolkova špica, Škrlatica i Martuljške gore, w pobliżu jest Begunjski vrh, na północ są widoczne Karawanki, daleko za nimi zaś przy dobrej pogodzie Wysokie Taury.

## Dostęp
- z Aljaževego domu we Vratach Tominškovym szlakiem 4 h (bardzo trudny szlak)
- z Aljaževego domu we Vratach szlakiem Przez Prag 3 h 30 min (trudny szlak)
- z doliny Kot 5 h
- z doliny Krmy z Kovinarskiej kočy 3 h 30 min (łatwy szlak)
- z Rudnego polja koło Vodnikovego domu, przez Przełęcz Końską Konjsko sedlo i Kalvariję 5 h (trudny szlak)

## Szlaki
- na Triglav (2864 m) 1h, bardzo trudny szlak (zabezpieczony szlak wspinaczkowy)